# Габидулин, Станислав Фанильевич
Станислав Фанильевич Габидулин (род. 11 февраля 1970) — советский и российский легкоатлет, специалист по бегу на короткие дистанции. Выступал за сборные СССР и России по лёгкой атлетике в 1989—1997 годах, чемпион Европы среди юниоров, чемпион России в эстафете 4 × 400 метров, участник Игр доброй воли в Санкт-Петербурге и Всемирной Универсиады в Катании. Представлял Свердловскую область, Санкт-Петербург и Вооружённые силы. Мастер спорта.

## Биография
Станислав Габидулин родился 11 февраля 1970 года. Уроженец города Асбеста Свердловской области, занимался лёгкой атлетикой в Екатеринбурге и позднее в Санкт-Петербурге, выступал за Вооружённые силы. Воспитанник тренера С. Н. Гуреева.
Впервые заявил о себе на международном уровне в сезоне 1989 года, когда вошёл в состав советской сборной и выступил на юниорском европейском первенстве в Вараждине, где вместе с соотечественниками одержал победу в зачёте эстафеты 4 × 400 метров.
В 1994 году на чемпионате России в Санкт-Петербурге финишировал четвёртым в беге на 400 метров, установив при этом личный рекорд — 46,41, тогда как в эстафете 4 × 400 метров с командой Свердловской области выиграл бронзовую медаль. Принимал участие в Играх доброй воли в Санкт-Петербурге — в эстафете 4 × 400 метров совместно с Иннокентием Жаровым, Романом Рославцевым и Дмитрием Клигером занял четвёртое место.
В 1995 году с командой Санкт-Петербурга выиграл эстафету 4 × 400 метров на чемпионате России в Москве.
В 1997 году в беге на 400 метров показал шестой результат на Мемориале братьев Знаменских в Москве, в эстафете 4 × 400 метров стал серебряным призёром на чемпионате России в Туле. Будучи студентом, представлял страну на Всемирной Универсиаде в Катании — в финале эстафеты 4 × 400 метров вместе с Дмитрием Гузовым, Дмитрием Головастовым и Русланом Мащенко занял пятое место.